# Atletisme als Jocs Olímpics d'Estiu de 1924
Als Jocs Olímpics de 1924 celebrats a la ciutat de París (França) es disputaren 27 proves d'atletisme, totes elles en categoria masculina. Les proves es disputaren a l'Estadi Olímpic Yves-du-Manoir.

## Nacions participants
Participaren 660 atletes de 40 nacions diferents:
- Argentina (10)
- Austràlia (9)
- Àustria (6)
- Bèlgica (17)
- Brasil (8)
- Bulgària (4)
- Canadà (27)
- Dinamarca (9)
- Egipte (1)
- Estats Units (96)
- Equador (3)
- Estònia (10)
- Espanya (13)
- Filipines (1)
- Finlàndia (52)
- França (70)
- Grècia (12)
- Haití (3)
- Hongria (15)
- Índia (8)
- Irlanda (11)
- Itàlia (38)
- Iugoslàvia (5)
- Japó (8)
- Letònia (10)
- Luxemburg (3)
- Mèxic (11)
- Mònaco (1)
- Nova Zelanda (1)
- Noruega (10)
- Països Baixos (19)
- Polònia (14)
- Portugal (3)
- Regne Unit (65)
- Sud-àfrica (12)
- Suècia (33)
- Suïssa (17)
- Turquia (4)
- Txecoslovàquia (18)
- Xile (3)

## Resum de medalles
| Prova                             | Or                                                                                    | Or             | Argent                                                                        | Argent    | Bronze                                                                       | Bronze    |
| 100 m detalls                     | Harold Abrahams                                                                       | 10.6           | Jackson Scholz                                                                | 10.7      | Arthur Porritt                                                               | 10.8      |
| 200 m detalls                     | Jackson Scholz                                                                        | 21.6           | Charles Paddock                                                               | 21.7      | Eric Liddell                                                                 | 21.9      |
| 400 m detalls                     | Eric Liddell                                                                          | 47.6           | Horatio Fitch                                                                 | 48.4      | Guy Butler                                                                   | 48.6      |
| 800 m detalls                     | Douglas Lowe                                                                          | 1:52.4         | Paul Martin                                                                   | 1:52.6    | Schuyler Enck                                                                | 1:53.0    |
| 1.500 m detalls                   | Paavo Nurmi                                                                           | 3:53.6         | Willy Schärer                                                                 | 3:55.0    | Henry Stallard                                                               | 3:55.6    |
| 3.000 m llisos per equips detalls | FinlàndiaPaavo Nurmi · Ville Ritola · Elias Katz                                      | 8              | Regne UnitBernhard McDonald · Harry Johnston · George Webber                  | 14        | Estats UnitsEdward Kirby · William Cox · Willard Tibbetts                    | 25        |
| 5000 m detalls                    | Paavo Nurmi                                                                           | 14:31.2        | Ville Ritola                                                                  | 14:31.4   | Edvin Wide                                                                   | 15:01.8   |
| 10.000 m detalls                  | Ville Ritola                                                                          | 30:23.2        | Edvin Wide                                                                    | 30:55.2   | Eero Berg                                                                    | 31:43.0   |
| Marató detalls                    | Albin Stenroos                                                                        | 2:41:22        | Romeo Bertini                                                                 | 2:47:19   | Clarence DeMar                                                               | 2:48:14   |
| 110 m tanques detalls             | Daniel Kinsey                                                                         | 15.0           | Sydney Atkinson                                                               | 15.0      | Sten Pettersson                                                              | 15.4      |
| 400 m tanques detalls             | Morgan Taylor                                                                         | 52.6           | Erik Wilén                                                                    | 53.8      | Ivan Riley                                                                   | 54.2      |
| 3000 m. obstacles detalls         | Ville Ritola                                                                          | 9:33.6         | Elias Katz                                                                    | 9:44.0    | Paul Bontemps                                                                | 9:45.2    |
| Cros individual detalls           | Paavo Nurmi                                                                           | 32:54.8        | Ville Ritola                                                                  | 34:19.4   | Earl Johnson                                                                 | 35:21.0   |
| Cros per equips detalls           | FinlàndiaPaavo Nurmi · Ville Ritola · Heikki Liimatainen                              | 11             | Estats UnitsEarl Johnson · Arthur Studenroth · August Fager                   | 14        | FrançaHenri Lauvaux · Gaston Heuet · Maurice Norland                         | 20        |
| 4x100 m relleus detalls           | Estats UnitsLoren Murchison · Louis Clarke · Frank Hussey · Alfred LeConey            | 41.0           | Regne UnitHarold Abrahams · Walter Rangeley · William Nichol · Lancelot Royle | 41.2      | Països BaixosJan de Vries · Jacob Boot · Harry Broos · Marinus van den Berge | 41.8      |
| 4x400 m relleus detalls           | Estats UnitsCommodore Cochran · Alan Helffrich · Oliver MacDonald · William Stevenson | 3:16.0         | SuèciaArtur Svensson · Erik Byléhn · Gustaf Weijnarth · Nils Engdahl          | 3:17.0    | Regne UnitEdward Toms · George Renwick · Richard Ripley · Guy Butler         | 3:17.4    |
| 10 km marxa detalls               | Ugo Frigerio                                                                          | 47:49.0        | Gordon Goodwin                                                                |           | Cecil McMaster                                                               |           |
| Salt de llargada detalls          | William DeHart Hubbard                                                                | 7,445 m        | Edward Gourdin                                                                | 7,275 m   | Sverre Hansen                                                                | 7,26 m    |
| Salt d'alçada detalls             | Harold Osborn                                                                         | 1,98 m (RO)    | Leroy Brown                                                                   | 1,95 m    | Pierre Lewden                                                                | 1,92 m    |
| Triple salt detalls               | Nick Winter                                                                           | 15,525 m (WR)  | Luis Brunetto                                                                 | 15,425 m  | Vilho Tuulos                                                                 | 15,37 m   |
| Salt de perxa detalls             | Lee Barnes                                                                            | 3,95 m         | Glen Graham                                                                   | 3,95 m    | James Brooker                                                                | 3,90 m    |
| Llançament de pes detalls         | Clarence Houser                                                                       | 14,995 m       | Glenn Hartranft                                                               | 14,895 m  | Ralph Hills                                                                  | 14,64 m   |
| Llançament de disc detalls        | Clarence Houser                                                                       | 46,155 m (RO)  | Vilho Niittymaa                                                               | 44,95 m   | Thomas Lieb                                                                  | 44,83 m   |
| Llançament de martell detalls     | Fred Tootell                                                                          | 53,295 m       | Matt McGrath                                                                  | 50,84 m   | Malcolm Nokes                                                                | 48,875 m  |
| Llançament de javelina detalls    | Jonni Myyrä                                                                           | 62,69 m        | Gunnar Lindström                                                              | 60,92 m   | Eugene Oberst                                                                | 58,35 m   |
| Pentatló detalls                  | Eero Lehtonen                                                                         | 14             | Elemér Somfay                                                                 | 16        | Robert LeGendre                                                              | 18        |
| Decatló detalls                   | Harold Osborn                                                                         | 7.710.775 (RM) | Emerson Norton                                                                | 7.350.895 | Aleksander Klumberg                                                          | 7.329.360 |

## Medaller
| Posició | País          | Or | Argent | Bronze | Total |
| 1       | Estats Units  | 12 | 10     | 10     | 32    |
| 2       | Finlàndia     | 10 | 5      | 2      | 17    |
| 3       | Regne Unit    | 3  | 3      | 5      | 11    |
| 4       | Itàlia        | 1  | 1      | 0      | 2     |
| 5       | Austràlia     | 1  | 0      | 0      | 1     |
| 6       | Suècia        | 0  | 3      | 2      | 5     |
| 7       | Suïssa        | 0  | 2      | 0      | 2     |
| 8       | Sud-àfrica    | 0  | 1      | 1      | 2     |
| 9       | Argentina     | 0  | 1      | 0      | 1     |
| 9       | Hongria       | 0  | 1      | 0      | 1     |
| 11      | França        | 0  | 0      | 3      | 3     |
| 12      | Estònia       | 0  | 0      | 1      | 1     |
| 12      | Països Baixos | 0  | 0      | 1      | 1     |
| 12      | Nova Zelanda  | 0  | 0      | 1      | 1     |
| 12      | Noruega       | 0  | 0      | 1      | 1     |